# Pieris napi
Pieris napi, vulgarmente llamada blanca verdinervada, es una mariposa de tamaño mediano-pequeño (machos entre 4,5 y 5, y hembras entre 4 y 5 cm de envergadura), de anverso blanco con manchas negras y reverso con nervios verdosos, y con dimorfismo sexual. Pertenece a la familia Pieridae y fue descrita por Carlos Linneo en 1758.

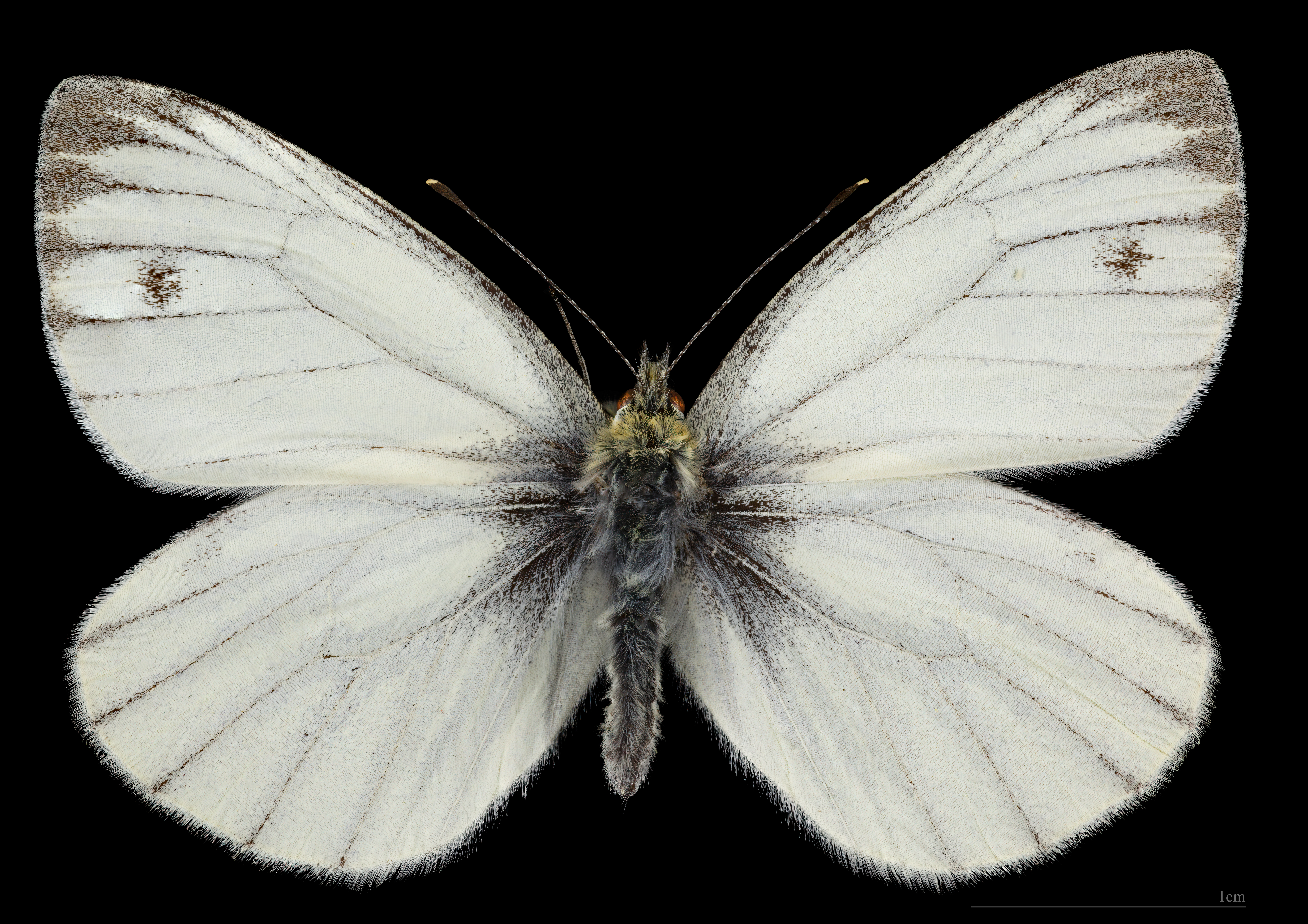
Pieris napi ♂
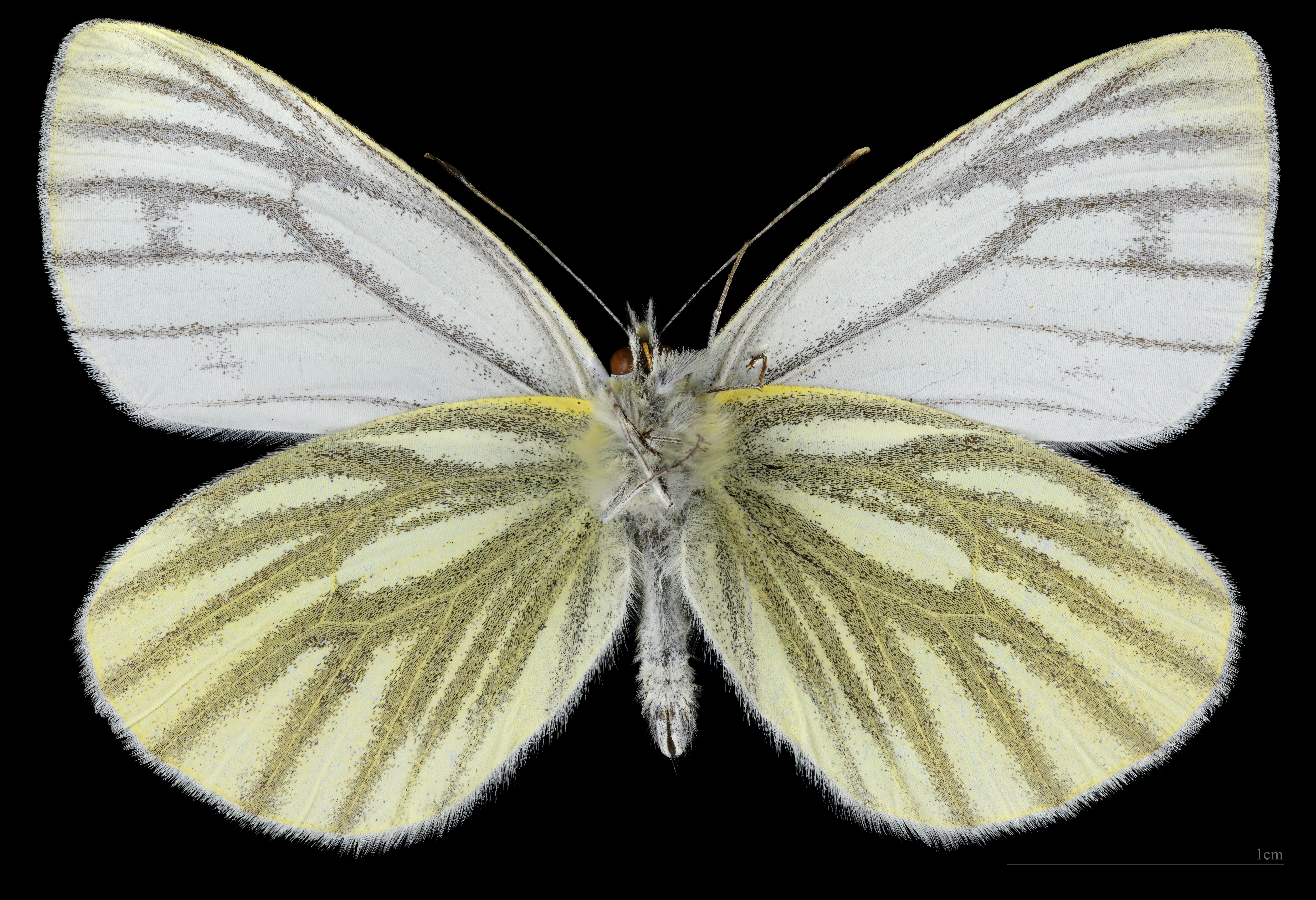
Pieris napi  ♂  △
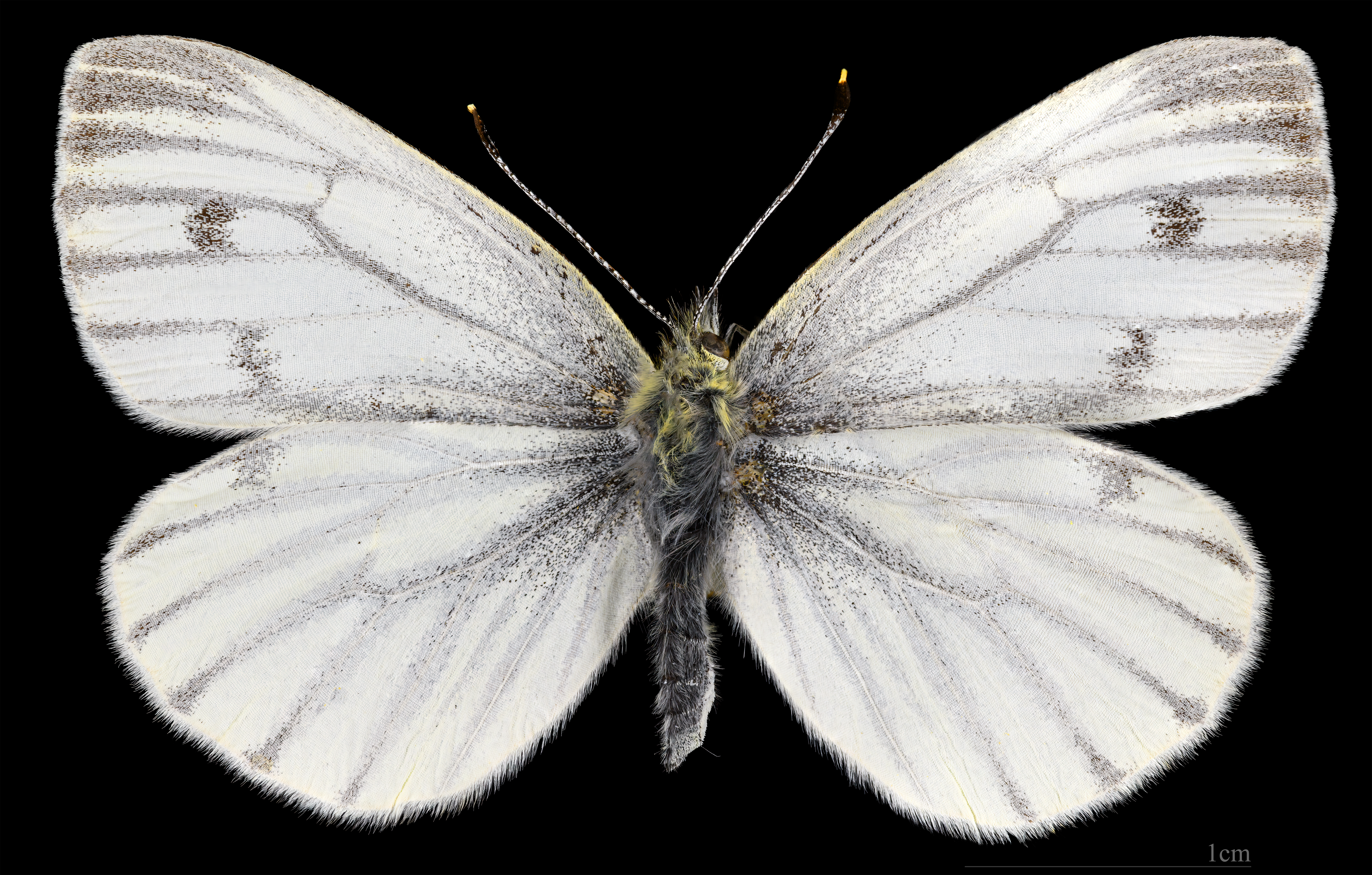
Pieris napi  ♀
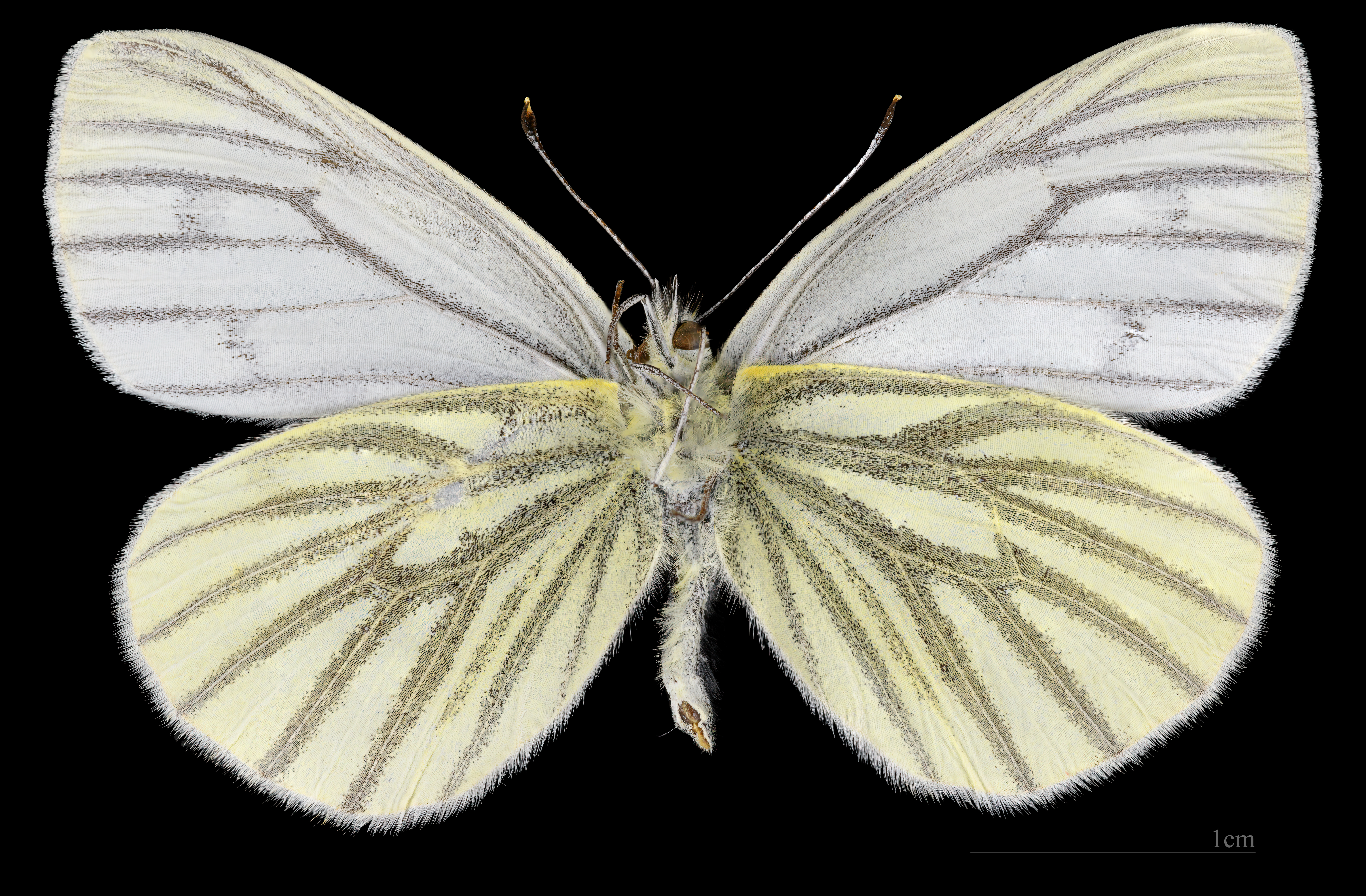
Pieris napi  ♀ △

Su epíteto genérico hace referencia a Pieria, lugar donde nacieron las musas y Orfeo, de la mitología griega. El específico hace referencia al nabo o colza (Brassica napus).
Es una mariposa común y localmente abundante distribuida por África, Europa y Asia, que vuela en zonas húmedas con muchas flores, en márgenes de bosques y bosques de ribera. Su estado de conservación no reviste preocupación y no se encuentra incluida en la Lista roja de la UICN ni en el Atlas y libro rojo de los invertebrados amenazados de España.

## Descripción
El polimorfismo de esta especie es muy acusado: existen diferencias entre las mariposas de la primera generación, más intensamente coloreadas, y las de las siguientes generaciones. También existen diferencias notables entre poblaciones de diferentes lugares e, incluso, entre individuos de la misma población.
El anverso o cara superior de las alas es blanco con manchas negras. El reverso es de color blanco y amarillo limón intenso en la primera generación, y pálido en las demás, con manchas grisáceas y nervaduras verdosas.
El anverso de las alas anteriores de los machos es blanco con la costa grisácea y una mancha apical gris, a veces interrumpida por trazos negros de pequeño tamaño. La zona basal es gris en su parte proximal y blanca en la distal, las zonas discal, postdiscal y submarginal son también blancas con las venas resaltadas finamente en gris. En la zona postdiscal aparece una mancha negruzca en E3. Las alas posteriores son blancas con una mancha postdiscal negra en E7.
El reverso alar es blanco, amarillo y con trazos verdosos. Las anteriores tienen la zona apical amarillenta y las venas suavemente rotuladas de amarillo, menos en la primera generación que están gruesamente marcadas de gris. En E3 aparece un punto negro. Las posteriores son de tono amarillo pálido con mancha grisácea en E7; en la primera generación estas alas son amarillo intenso con las venas marcadas por gruesos trazos verdosos, siendo la mancha de E7 verdosa también.
Las alas de las hembras son similares, con manchas de mayor extensión. El anverso de las anteriores posee una zona basal más oscura, con una mancha negra y alargada en E1a y otras tres manchas postdiscales negras en E1b, E3 y E5 que se confunde con la mancha apical.

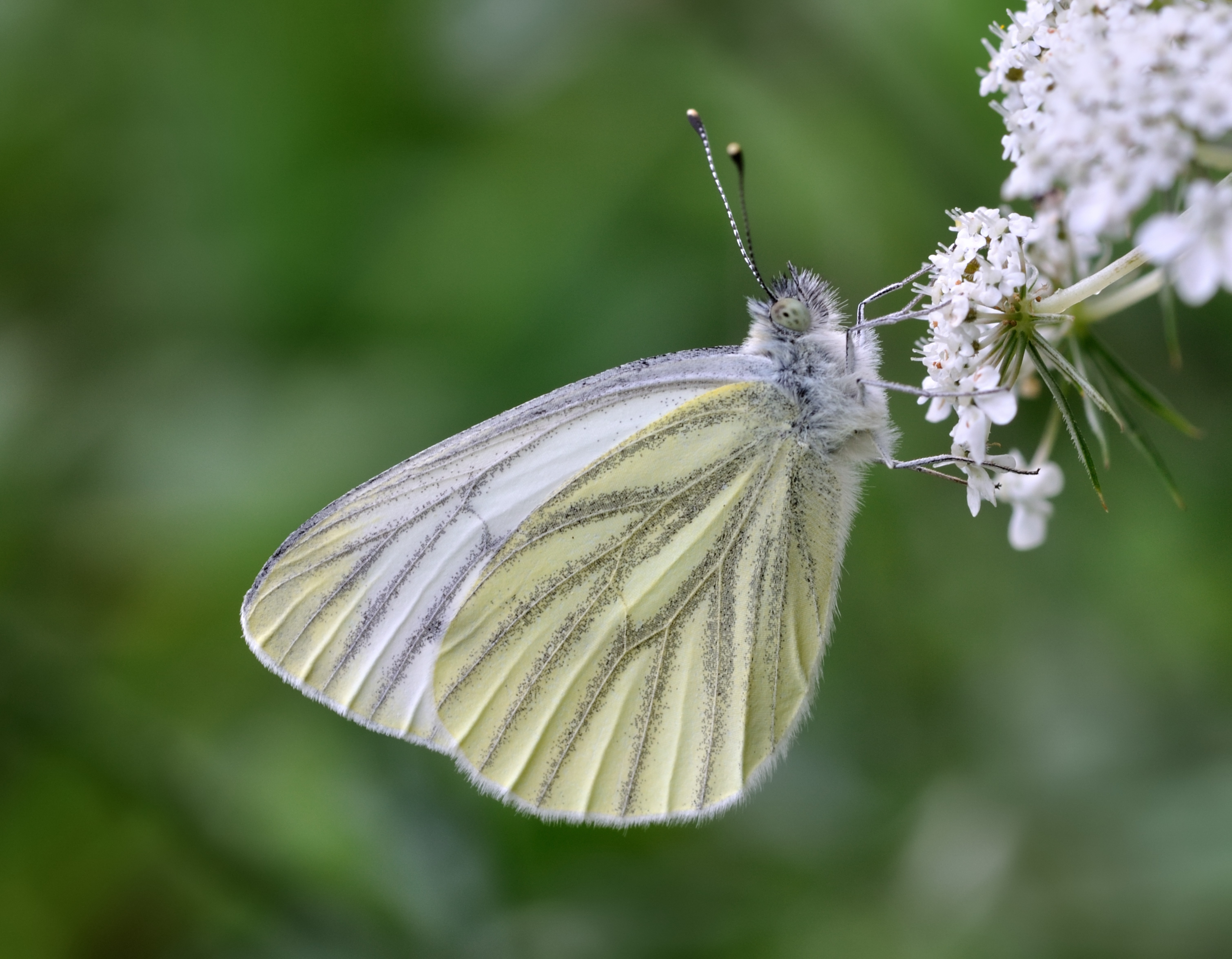
Pieris napi, posada sobre la flor de zanahoria, en la que se aprecia bien su reverso alar.

Como en el resto de especies de su familia, los imagos tienen la cabeza pequeña, con antenas en maza, y unos palpos bien desarrollados. Los tres pares de patas son funcionales. Sus alas anteriores forman un ángulo agudo en su base, mientras que las posteriores, que tienen una superficie alar mayor, son redondeadas. Son característicos dos nervios anales en las alas posteriores.
Las orugas son de color verde amarillento, alargadas, de cabeza pequeña, cilíndricas, y sin espinas. Las crisálidas, se cuelgan por el cremáster de los tallos de las plantas hospedadoras y se fijan con un cíngulo de seda, adquiriendo la tonalidad de la planta en la que están.
Se puede confundir con otras especies del mismo género como P. brassicae, P. rapae, P. ergane o P. mannii.

## Ciclo biológico y alimentación

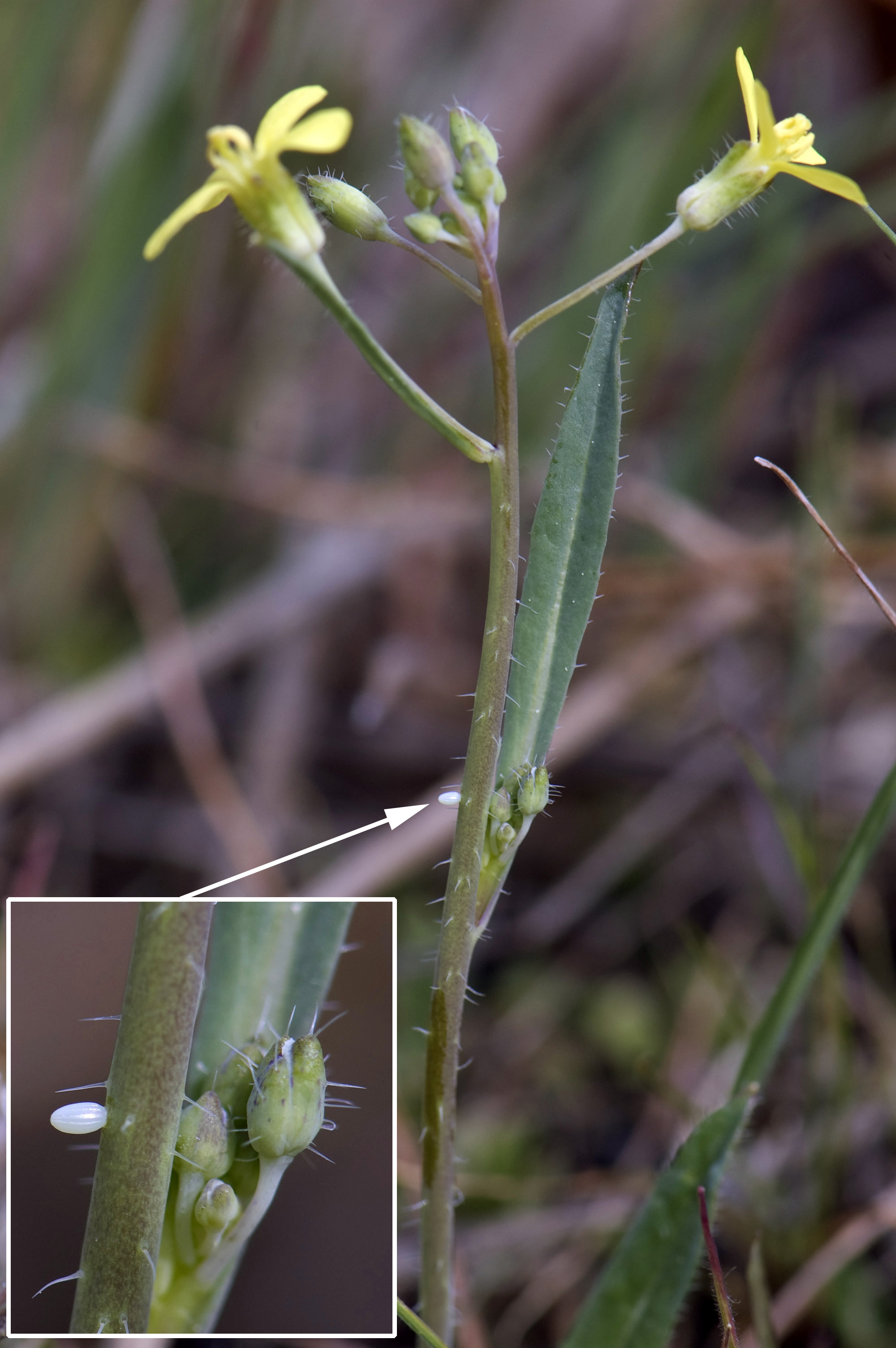
Huevo recién depositado sobre el tallo de mostaza.

Es una especie trivoltina con una primera generación que vuela a principios de la primavera y que posee coloraciones más intensas. La segunda generación aparece a principios del verano y la tercera a principios del otoño.
Las hembras realizan la puesta sobre hojas y tallos de las plantas nutricias, dejando un huevo en cada pie de planta hasta poner unos 150. Aproximadamente 15 días después la oruga eclosiona desarrollándose durante algo más de un mes hasta convertirse en crisálida. La última generación hiberna en este estado.
Sus plantas nutricias son las de la familia de las crucíferas, especialmente colza, col, matacandil, mostaza, hierba de ajo o berro de prado. Pero también se puede alimentar de carraspique, mostaza salvaje, nabo, rabaniza, rábano picante, berro amargo, etc.

## Distribución y hábitat
Especie cosmopolita, su rango de distribución abarca desde el norte de África, Europa, Rusia occidental y Asia Menor y Central, así como los países de la bahía de Bengala y el archipiélago japonés. Falta en algunas islas mediterráneas como Mallorca, Cerdeña o Chipre.
Su hábitat son zonas húmedas con gran cantidad de flores, en las lindes de los bosques y en bosques de ribera. Los adultos buscan especialmente zonas floridas realizando pequeñas migraciones.

## Sistemática

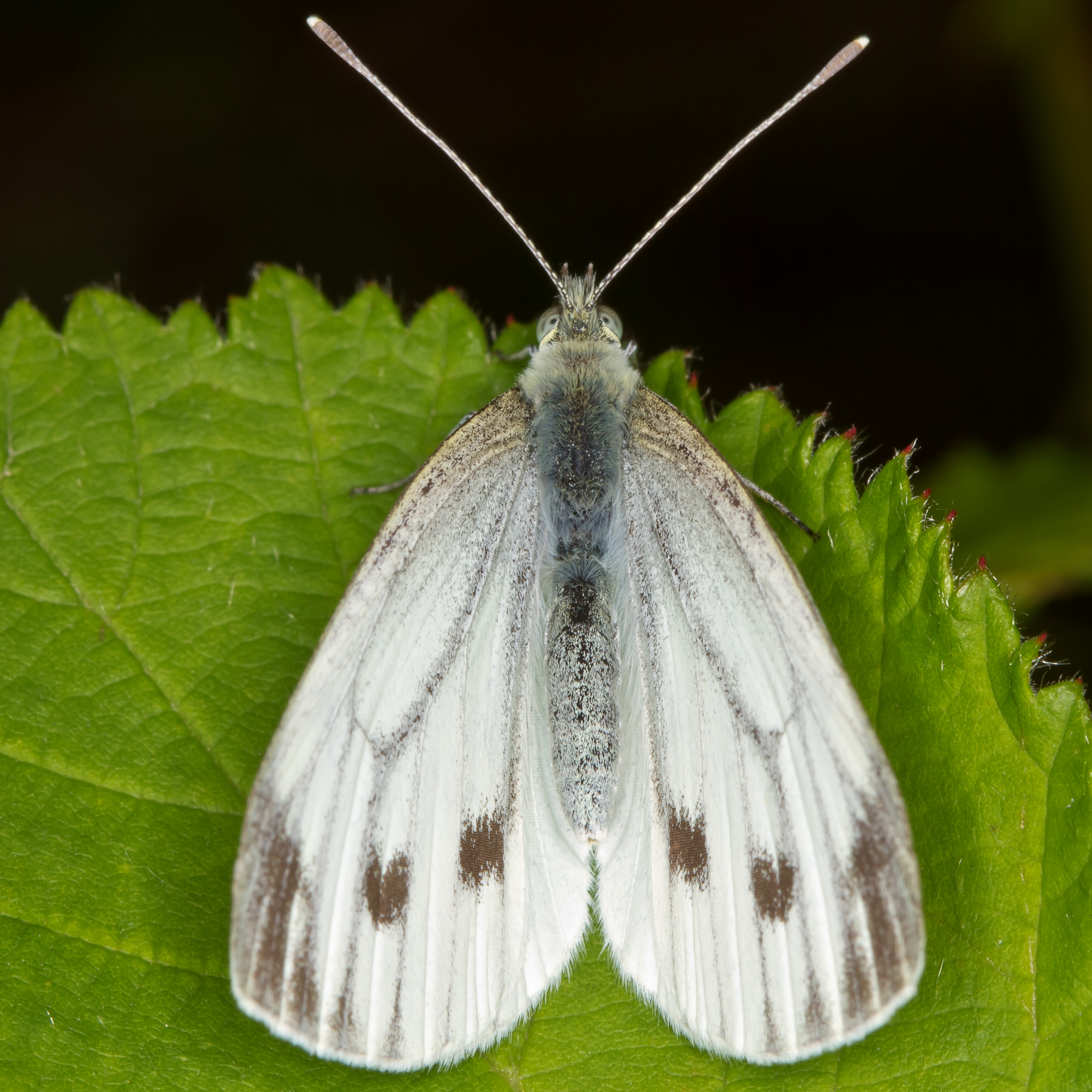
Vista dorsal de la mariposa en reposo.

Inicialmente descrita como Papilio napi por Linneo en 1758, fue trasladada al género Pieris por Franz Paula von Schrank en 1801. Posteriormente, nuevas descripciones condujeron a sinonimias como Papilio napaeae Esper 1804, Pieris meridionalis Heyne 1895, Pieris flavescens Wagner 1903, Pieris dubiosa Rober 1907, Pieris canidiaformis Drenowsky 1910, Pieris adalwinda Fruhstorfer 1909, Pieris arctica Verity 1911 o Artogeia napi. 

### Subespecies
Adalbert Seitz en su obra Die Gross-Schmetterlinge der Erde (Las mayores mariposas del mundo) de 1900, recogía hasta 19 variedades de esta especie. Actualmente se reconocen 13 subespecies:
- Pieris napi adalwinda Fruhstorfer 1909 - norte de Europa.
- Pieris napi atlantis Oberthür 1925 - Marruecos.
- Pieris napi britannica Verity 1911 - islas británicas.
- Pieris napi keskuelai Eitschberger 2001 - Urales polares.
- Pieris napi lappona Rangnow 1935 - norte de Suecia y Finlandia.
- Pieris napi lusitanica de Sousa 1929 - Portugal.
- Pieris napi maura Verity 1911 - Argelia y oeste de Túnez.
- Pieris napi meridionalis Heyne 1895  - cordillera del Himalaya en el golfo bengalí.[8]
- Pieris napi muchei Eitschberger 1984 - Asia Central.
- Pieris napi napi - Europa.
- Pieris napi napoleon Eitschberger 1990.
- Pieris napi segonzaci Le Cerf 1923 - Marruecos.